# Cachachi (distrito)
Cachachi é um distrito do Peru, departamento de Cajamarca, localizada na província de Cajabamba.

## Transporte
O distrito de Cachachi é servido pela seguinte rodovia:
- CA-112, que liga o distrito à cidade de Cajabamba
- CA-111, que liga o distrito à cidade de Condebamba[1][2][3]